# Каплан, Грегг
Грегг Каплан - руководитель американского бизнеса.
Он является основателем и бывшим генеральным директором Redbox , основателем Modjule LLC, а также бывшим президентом и главным операционным директором Coinstar . Он также работал в корпорации McDonald's , Streamline.com, а теперь является операционным партнером Pritzker Group Private Capital.

## Ранняя жизнь
Каплан окончил Мичиганский университет со степенью бакалавра философии, а также является выпускником братства Пи Каппа Пхи . Позже он получил степень магистра делового администрирования в Гарвардской школе бизнеса. 

## Деловая карьера
Каплан начал свою карьеру в качестве инвестиционного банкира в Нью-Йорке после окончания Мичиганского университета и три года проработал в этой отрасли в Furman Selz. После получения степени MBA он работал на Streamline.com в качестве директора по интерактивному маркетингу с 1996 по 1999 год.
С 1999 по 2001 год он был партнером Divine InterVentures. Затем Каплан присоединился к McDonald's в качестве руководителя по стратегии и развитию и именно в то время, когда он работал в корпорации McDonald's, Каплан основал Redbox
В 2002 году Каплан основал Redbox, тестируя различные киоски продуктов, включая прокат DVD, в нескольких ресторанах McDonald's и других различных местах в Вашингтоне, округ Колумбия. В 2003 году он закрыл все остальные тесты киосков и сосредоточил Redbox исключительно на прокате DVD. Каплан управлял компанией с момента ее зарождения как инкубируемое предприятие в McDonald's и занимал должность генерального директора компании в 2005 году, когда она стала отдельной организацией после того, как Coinstar инвестировала 32 миллиона долларов в владение 47% предприятия.  Он занимал должность генерального директора до 2009 года, когда Coinstar приобрела оставшуюся долю в Redbox у McDonald's и сотрудников Redbox. За это время компания выросла с небольшого количества киосков до 14 000. Затем Каплан занимал пост президента и главного операционного директора Coinstar, материнской компании Redbox, после приобретения Redbox. Он занимал эту должность до 2013 года, за это время выручка компаний Coinstar и Redbox увеличилась с 1 миллиарда долларов до 2,2 миллиарда долларов. За это время Redbox вырос до 42 000 киосков.
Проработав в Coinstar, он стал соучредителем Modjule LLC, частной инвестиционной компании, специализирующейся на киосках и мелкой розничной торговле. Он также входил в правления Центра предпринимательства Чикаголэнда, Enova, In Context Solutions и Network for Teaching Entrepreneurship.  В 2015 году Каплан стал партнером Pritzker Group Private Capital, выступая в качестве операционного партнера группы обслуживания фирмы.

## Личная жизнь
Он потерял свою первую жену, Фелицию Каплан, из-за рака груди в 2012 году  и снова женился в 2015 году на Линдси Авнер, основательнице и генеральном директоре Bright Pink, некоммерческой организации по борьбе с раком груди и яичников .  В 2016 году Каплан и Авнер запустили веб-сайт ExploreYourGenetics.org, чтобы помочь информировать женщин об использовании генетического тестирования для предотвращения рака груди и яичников.